# 3101 Goldberger
3101 Goldberger eller 1978 GB är en asteroid i huvudbältet som upptäcktes den 11 april 1978 av astronomerna Eleanor F. Helin, Gavril Grueff och Jasper V. Wall vid Palomar-observatoriet. Den är uppkallad efter Marvin L. Goldberger.
Den tillhör asteroidgruppen Hungaria.